# Thủ Dầu Một
Thủ Dau Mot es la capital de la provincia de Binh Dương, Vietnam, ubicada a 20 km al norte del centro de Ciudad Ho Chi Minh (Saigón), en el margen izquierdo del río Saigón. Tiene un área de 118.66 km² y una población de 244.277 (2012), Aun siendo una ciudad administrativamente separada, se considera  ciudad satélite del área metropolitana de Ciudad Ho Chi Minh.

## Divisiones administrativas
Thủ Dầu Một tiene 14 wards:
1. Phú Cường
2. Hiệp Thành
3. Chánh NghĩUn
4. Phú Thọ
5. Phú Hòa
6. Phú Lợi
7. Phú Mỹ
8. Định Hòa
9. Hiệp Un
10. Phú Tân
11. Hòa Phú
12. Tân Un
13. Tương Bình Hiệp
14. Chánh Mỹ

## Economía
Thủ Dầu Một ha visto una rápida expansión y desarrollo económico desde 1997, ya que la provincia se ha convertido en un importante centro industrial de la región. En enero de 2007, esta ciudad fue reconocida oficialmente como una ciudad de tercera clase. Se convirtió en una ciudad en julio de 2012. Hay un parque de tecnología urbana de 4.200 ha en desarrollo. Thủ Dầu Một será una ciudad moderna dentro del área metropolitana de la ciudad de Hồ Chí Minh (incluida la ciudad de Thủ Dầu Một, la ciudad de Nhơn Trạch, la ciudad de Tân An, la ciudad de Biên Hòa y partes de las provincias de Đồng Nai y Bình Dương).

## Puntos de interés
- Hội Khánh Templo
- Templo de señora Thiên Hậu
- Khu Đại Nam thế giới du lịch
- Mercado de Thủ  Dầu Một
- El Ông templo
- El pueblo de laca de Tương Bình Hiệp
- El pueblo cerámico
- Prisión de Phú Lợi
- Casa antigua por el mercado de Thủ Dầu Một